# British Home Championship 1982/83
Die British Home Championship 1982/83 war die 88. Auflage des im Round-Robin-System ausgetragenen Fußballwettbewerbs zwischen den vier britischen Nationalmannschaften von England, Nordirland (bis 1949/50 Irland), Schottland und Wales.
| Pl. | Nationalmannschaft | Sp. | S | U | N | Tore    | Punkte |
| --- | ------------------ | --- | - | - | - | ------- | ------ |
| 1.  | England            | 3   | 2 | 1 | 0 | 004:100 | 05:10  |
| 2.  | Schottland         | 3   | 1 | 1 | 1 | 002:200 | 03:30  |
| 3.  | Nordirland         | 3   | 0 | 2 | 1 | 000:100 | 02:40  |
| 4.  | Wales              | 3   | 1 | 0 | 2 | 002:400 | 02:40  |

|                                              |   |            |           |
| 23. Februar 1983 in London (Wembley Stadium) |   |            |           |
| England                                      | – | Wales      | 2:1 (1:1) |
| 24. Mai 1983 in Glasgow (Hampden Park)       |   |            |           |
| Schottland                                   | – | Nordirland | 0:0       |
| 28. Mai 1983 in Belfast (Windsor Park)       |   |            |           |
| Nordirland                                   | – | England    | 0:0       |
| 28. Mai 1983 in Cardiff (Ninian Park)        |   |            |           |
| Wales                                        | – | Schottland | 0:2 (0:1) |
| 31. Mai 1983 in Belfast (Windsor Park)       |   |            |           |
| Nordirland                                   | – | Wales      | 0:1 (0:0) |
| 1. Juni 1983 in London (Wembley Stadium)     |   |            |           |
| England                                      | – | Schottland | 2:0 (1:0) |